# Paul George
Paul Clifton Anthony George (* 2. Mai 1990 in Palmdale, Kalifornien) ist ein US-amerikanischer Basketballspieler, der seit 2010 in der NBA aktiv ist. Seit 2024 steht George bei den Philadelphia 76ers unter Vertrag. Von 2010 bis 2017 bei den Indiana Pacers aktiv, die ihn 2010 gedraftet hatten, anschließend zwei Jahre bei den Oklahoma City Thunder. George war in seiner Karriere bisher unter anderem 9-mal NBA All-Star und konnte 2013 den Titel des Most Improved Players gewinnen.

## NBA
Nachdem George zwei Jahre an der Fresno State Universität gespielt hatte, wurde er im NBA-Draft 2010 an 10. Stelle von den Indiana Pacers ausgewählt. In seiner Rookie-Saison überzeugte George mit 7,8 Punkten und 3,7 Rebounds pro Spiel und wurde in der Folge ins NBA All-Rookie Second Team berufen.
Am 3. Februar 2012 erzielte George beim Sieg über die Dallas Mavericks einen Karriererekord von 30 Punkten, davon 7 verwandelte Dreier. Außerdem gelangen ihm 9 Rebounds, 5 Assists und 5 Steals. Beim NBA All-Star Weekend Slam Dunk Contest 2012 belegte er hinter Jeremy Evans den zweiten Platz. In seinem zweiten Jahr verbesserte George seine Statistiken auf 12,1 Punkte, 5,6 Rebounds, 2,4 Assists und 1,6 Steals pro Spiel. Mit den Pacers erreichte er die zweite Runde der Play-offs.
Zum Saisonstart 2012 verletzte sich der Führungsspieler der Pacers, Danny Granger, womit besonders viele Spielanteile auf George fielen. George verbesserte sich in seinem dritten NBA-Jahr daraufhin stark und wurde infolgedessen für das NBA All-Star Game 2013 nominiert. Am 21. November 2012 im Heimspiel gegen die New Orleans Hornets gelang ihm mit 37 Punkten und 9 erfolgreichen Drei-Punkte-Würfen ein neuer persönlicher Bestwert.
Für seine Leistungen 2012/13 wurde George von der Liga mit dem NBA Most Improved Player Award ausgezeichnet. Ebenso wurde er ins All-NBA Third Team und ins NBA-All-Defensive Second Team berufen. Nach der Saison unterschrieb er Berichten zufolge einen Fünfjahresvertrag über 90 Millionen US-Dollar. 2014 wurde George erstmals von NBA-Fans in die Startaufstellung des NBA All-Star Game berufen.
Am 1. August 2014 verletzte sich George bei einem Trainingsspiel des Team USA in Las Vegas schwer, als er sich beim Versuch einen Korbleger von James Harden zu blocken, den rechten Unterschenkel brach. Am 5. April 2015 kehrte er zu einem Spiel seiner Pacers gegen die Miami Heat zurück und erzielte dabei 13 Punkte in knapp 14 Minuten Einsatzzeit. Er absolvierte sechs Saisonspiele für die Pacers, konnte jedoch den Pacers nicht zur Playoffqualifikation verhelfen.
Im Vorfeld der Saison 2015/16 wurde angekündigt, dass George entsprechend der Idee des Small Ball zumindest zeitweise auf der Position des Power Forward spielen würde. Am 5. Dezember 2015 erzielte George bei der 122:119-Niederlage der Pacers gegen die Utah Jazz mit 48 Punkten einen neuen, persönlichen Karriererekord. Im Jahre 2016 wurde er in die Startaufstellung des All-Star Game für die Eastern Conference berufen. Beim All-Star Game 2016 erzielte George 41 Punkte und verpasste damit den Rekord von Wilt Chamberlain. Dieser hatte 1962 42 Punkte erzielt. Dennoch verlor Georges Auswahl gegen die der Western Conference. George spielte eine starke Saison, verpasste nur ein Saisonspiel, stellte mit 23,1 Punkten pro Spiel eine Karrierebestmarke auf und führte die Pacers in die Playoffs. Bei den Olympischen Spielen in Rio de Janeiro gewann er mit der US-Auswahl die Goldmedaille. In NBA-Saison 2016/17 führte George die Pacers erneut in die Playoffs, schied jedoch mit diesen in der ersten Runde aus. Nachdem er im Sommer 2017 verkündete, seinen Vertrag nach der Saison 2017/2018 nicht verlängern zu wollen, wurde George für Victor Oladipo und Domantas Sabonis zu den Oklahoma City Thunder transferiert. Bei den Thunder bildete George mit Russell Westbrook und Carmelo Anthony eine Art neue Big Three. Mit großen Erwartungen gestartet, scheiterte George mit den Thunder jedoch schon in der ersten Playoffrunde gegen die Utah Jazz.
Nach der Saison 2017/2018 war George ein Free Agent und hatte die Möglichkeit, sich ein neues Team zu suchen. Er entschied sich aber, einen Vierjahresvertrag mit den Thunder zu unterschreiben. Nach dem frühen Aus in den Playoffs 2019 bat George beim Management der Thunder um einen Trade und wurde wenig später zu den Los Angeles Clippers transferiert. Dort sollte er mit Superstar Kawhi Leonard die Clippers zum ersten Titel in der Franchise-Geschichte führen. In der ersten Saison, die einzige in der sowohl Leonard als auch George verletzungsfrei blieben, vergab man überraschend eine 3:1-Führung in der zweiten Runde gegen die Nuggets. Im Jahr danach konnte George ohne Leonard, der für den Großteil der Playoffs ausfiel, die Clippers bis in das Western-Conference-Finale bringen, bis er sich schließlich auch verletzte und man ohne ihn keine Chance gegen die Phoenix Suns hatte. Danach folgten, vor allem verletzungsbedingt, sehr enttäuschende Saisons, in denen man zweimal in der ersten Runde rausflog und einmal sogar komplett die Playoffs verpasste.
Nach Ablauf seines Vertrages bei den Clippers konnten sich George und die Verantwortlichen in Los Angeles nicht auf einen neuen Vertrag einigen. Im Anschluss unterzeichnete George einen Vertrag über 4 Jahre und 212 Millionen US-Dollar bei den Philadelphia 76ers.

## Auszeichnungen
- 9× NBA All-Star: 2013, 2014, 2016–2019, 2021, 2023, 2024
- 1× All-NBA First Team: 2019
  - 5× All-NBA Third Team: 2013, 2014, 2016, 2018, 2021
- 2× NBA All-Defensive First Team: 2014, 2019
  - 2× NBA All-Defensive Second Team: 2013, 2016
- Most Improved Player: 2013
- NBA Rising Star: 2012
- NBA All-Rookie Second Team: 2011

## NBA-Statistiken

### Regular Season
| Saison  | Team          | GP  | GS  | MPG  | FG % | 3P % | FT % | RPG | APG | SPG | BPG | PPG  |
| ------- | ------------- | --- | --- | ---- | ---- | ---- | ---- | --- | --- | --- | --- | ---- |
| 2010–11 | Indiana       | 61  | 19  | 20.7 | .453 | .297 | .762 | 3.7 | 1.1 | 1.0 | 0.4 | 7.8  |
| 2011-12 | Indiana       | 66  | 66  | 29.7 | .440 | .385 | .802 | 5.6 | 2.4 | 1.6 | 0.6 | 12.1 |
| 2012–13 | Indiana       | 79  | 79  | 37.6 | .419 | .362 | .807 | 7.6 | 4.1 | 1.8 | 0.6 | 17.4 |
| 2013–14 | Indiana       | 80  | 80  | 36.2 | .424 | .364 | .864 | 6.8 | 3.5 | 1.9 | 0.3 | 21.7 |
| 2014–15 | Indiana       | 6   | 0   | 15.2 | .367 | .409 | .727 | 3.7 | 1.0 | 0.8 | 0.2 | 8.8  |
| 2015–16 | Indiana       | 81  | 81  | 34.8 | .418 | .372 | .860 | 7.0 | 4.1 | 1.9 | 0.4 | 23.1 |
| 2016–17 | Indiana       | 75  | 75  | 35.9 | .461 | .394 | .898 | 6.6 | 3.3 | 1.6 | 0.4 | 23.7 |
| 2017–18 | Oklahoma City | 79  | 79  | 36.6 | .430 | .401 | .822 | 5.7 | 3.3 | 2.0 | 0.5 | 21.9 |
| 2018–19 | Oklahoma City | 77  | 77  | 36.9 | .438 | .386 | .839 | 8.2 | 4.1 | 2.2 | 0.4 | 28.0 |
| 2019–20 | Clippers      | 48  | 48  | 29.6 | .439 | .412 | .876 | 5.2 | 3.9 | 1.4 | 0.4 | 21.5 |
| 2020–21 | Clippers      | 54  | 54  | 33.7 | .467 | .411 | .868 | 6.6 | 5.2 | 1.1 | 0.4 | 23.3 |
| 2021-22 | Clippers      | 31  | 31  | 34.8 | .421 | .354 | .858 | 6.9 | 5.7 | 2.2 | 0.4 | 24.3 |
| 2022-23 | Clippers      | 56  | 56  | 34.6 | .457 | .371 | .871 | 6.1 | 5.1 | 1.5 | 0.4 | 23.8 |
| 2023-24 | Clippers      | 74  | 74  | 33.8 | .471 | .413 | .907 | 5.2 | 3.5 | 1.5 | 0.5 | 22.6 |
| Gesamt  | Gesamt        | 867 | 819 | 33.7 | .440 | .385 | .854 | 6.3 | 3.7 | 1.7 | 0.4 | 20.8 |

### Play-offs
| Saison  | Team          | GP  | GS  | MPG  | FG % | 3P % | FT % | RPG | APG | SPG | BPG | PPG  |
| ------- | ------------- | --- | --- | ---- | ---- | ---- | ---- | --- | --- | --- | --- | ---- |
| 2010–11 | Indiana       | 5   | 5   | 26.6 | .303 | .231 | .875 | 5.0 | 1.0 | 1.4 | 2.0 | 6.0  |
| 2011-12 | Indiana       | 11  | 11  | 33.7 | .389 | .268 | .786 | 6.6 | 2.4 | 1.6 | 0.4 | 9.7  |
| 2012–13 | Indiana       | 19  | 19  | 41.0 | .430 | .327 | .727 | 7.4 | 5.1 | 1.3 | 0.5 | 19.2 |
| 2013–14 | Indiana       | 19  | 19  | 41.1 | .438 | .403 | .789 | 7.6 | 3.8 | 2.2 | 0.4 | 22.6 |
| 2015–16 | Indiana       | 7   | 7   | 39.3 | .455 | .419 | .953 | 7.6 | 4.3 | 2.0 | 0.7 | 27.3 |
| 2016–17 | Indiana       | 4   | 4   | 42.9 | .386 | .429 | .867 | 8.8 | 7.3 | 1.8 | 0.5 | 28.0 |
| 2017–18 | Oklahoma City | 6   | 6   | 41.9 | .408 | .365 | .861 | 6.0 | 2.7 | 1.3 | 0.7 | 24.7 |
| 2018–19 | Oklahoma City | 5   | 5   | 40.8 | .436 | .319 | .816 | 8.6 | 3.6 | 1.4 | 0.2 | 28.6 |
| 2019–20 | LA Clippers   | 13  | 13  | 36.8 | .398 | .333 | .909 | 6.1 | 3.8 | 1.5 | 0.5 | 20.2 |
| 2020–21 | LA Clippers   | 19  | 19  | 40.8 | .441 | .336 | .844 | 9.6 | 5.4 | 1.0 | 0.5 | 26.9 |
| 2023–24 | LA Clippers   | 6   | 6   | 37.0 | .411 | .367 | .840 | 6.8 | 4.8 | 1.2 | 0.5 | 19.5 |
| Gesamt  | Gesamt        | 114 | 114 | 39.0 | .423 | .352 | .826 | 7.5 | 4.1 | 1.5 | 0.5 | 21.2 |